# Stato-nazione
Uno Stato-nazione (o Stato nazionale) è uno Stato costituito prevalentemente da una nazione, ossia una comune e omogenea entità culturale o etnica: i suoi cittadini condividono, infatti, lingua, cultura e valori, diversamente da quanto può avvenire in altri Stati di cui si conoscono esempi storici. Il concetto di "Stato nazionale" cominciò a formarsi in Europa dopo la fine della guerra dei cent'anni, ma si sviluppò soprattutto nel XIX secolo col diffondersi di alcuni movimenti culturali.

## Caratteristiche
Le scienze politiche associano il termine "Stato-nazione" a molti Stati sovrani, sebbene i loro confini politici non combacino con i confini etnici. Quando i confini geografici ed etnici coincidono in gran parte, allora minoranze più o meno piccole possono trovarsi a vivere al di fuori dello Stato della propria etnia.
I migliori esempi di Stati-nazione sono nati su isole, prime fra tutte Islanda e Giappone:
- l'Islanda è spesso portata come esempio di Stato-nazione. Infatti, sebbene gli abitanti siano etnicamente assimilabili ad altri gruppi scandinavi, la cultura nazionale e la lingua sono specifici dell'isola e, data la distanza da altre terre abitate, non vi sono minoranze di islandesi fuori dai confini e l'isola non ospita minoranze di altre popolazioni;
- il Giappone è un altro esempio classico di Stato-nazione, sebbene vi vivano diverse minoranze etnicamente distinte sull'isola meridionale di Ryūkyū, coreani, oltre a cinesi, filippini, brasiliani e, sull'isola settentrionale di Hokkaidō, la minoranza indigena degli Ainu.

In altri casi l'isolamento non è però bastato a far nascere uno Stato-nazione: è il caso dell'arcipelago britannico che ospita scozzesi, irlandesi e gallesi che per più di mille anni hanno vissuto sotto il dominio politico e culturale degli inglesi senza subirne l'assimilazione culturale e una sua componente negli anni venti ha ottenuto l'indipendenza dell'Irlanda (Eire).
Quando parte di un gruppo nazionale vive in uno Stato nazionale vicino è solitamente detto minoranza. In alcuni casi gli Stati ospitano minoranze reciproche come nel caso degli slovacchi in Ungheria e dei magiari (etnicamente ungheresi) in Slovacchia. Questo tipo di minoranze non deve essere però confuso con le conseguenze della diaspora. In questo caso la rilocalizzazione delle comunità avviene anche molto lontana dal luogo di origine e sono causate da ragioni economiche o per sfuggire a guerre e persecuzioni.
Il possesso di uno o più territori dipendenti ha un impatto importante sullo status di Stato nazionale: sebbene le colonie non siano considerate parte integrante del proprio Stato e vengano perciò amministrate separatamente, quest'ultimo si trova comunque nella condizione di dover ospitare comunità provenienti da quei territori e non può più essere mono-etnico.
La nozione di "entità nazionale" è applicata anche a Paesi che ospitano più gruppi etnici o linguistici. È il caso della Svizzera che, formata da una federazione di cantoni, unisce popolazioni che parlano quattro lingue ufficiali. Ciononostante condividono un'identità nazionale, una storia nazionale e un eroe nazionale, Guglielmo Tell, e la loro unità venne rafforzata da una scelta politica a seguito della guerra del Sonderbund (1847) e della costituzione federale (1848), che posero fine al precedente ordinamento confederale.
La Spagna è considerabile come uno Stato nazionale sui generis; modellata nel suo sviluppo nel territorio del Regno di Spagna, la sua lingua ufficiale, originaria della Castiglia, è chiamata per antonomasia "spagnolo", ed è estesa per legge a tutti i sudditi del regno a prescindere dal loro territorio d'origine, inclusi gruppi regionali dalla forte identità quali i baschi, catalani e galiziano-portoghesi.

## Controversie
Il Belgio è un classico esempio di Stato nazionale controverso, in quanto lo Stato nacque dalla secessione dal Regno Unito dei Paesi Bassi (1830): a nord ci sono i fiamminghi con lingua e cultura proprie e un senso di identità così spiccato da alimentare un importante movimento separatista noto come Interesse Fiammingo; a sud ci sono invece i valloni, linguisticamente francofoni, ma generalmente ispirati da sentimenti regionalisti per quanto riguarda il loro Stato. Vi si registra anche un nazionalismo belga, diverse versioni dell'ideale di Grandi Paesi Bassi e una minoranza belga-tedesca annessa dalla Prussia nel 1920 e ripresa dalla Germania nazista nel 1940-1945.
Nel corso della storia molti conflitti sono scoppiati lì dove i confini politici non coincidevano con quelli etnici o culturali come, per esempio, la provincia di Hatay che passò dalla Siria alla Turchia dopo che la maggioranza turca che l'abitava denunciò di essere maltrattata. I curdi vivono invece divisi tra Iraq, Turchia e Iran, sebbene alcuni suoi abitanti chiedano a gran voce la creazione di un Kurdistan indipendente, lamentando a loro volta maltrattamenti da parte dei governi turco e iracheno, e nonostante il fatto che dal 1984 il Partîya Karkerén Kurdîstan (PKK) combatte contro il governo turco.
La Cina comprende un'area geografica enorme e ha adottato il concetto unificante di zhonghua minzu ("nazione cinese") sebbene, oltre al gruppo etnico maggioritario degli han, vi convivano non meno di cinquantacinque minoranze etniche.